# 625 Thrashcore
625 Thrashcore ist ein im Jahr 1993 gegründetes Plattenlabel aus Middlebury im US-Bundesstaat Vermont, das bevorzugt Bands aus den Genres Hardcore Punk, Grindcore und Powerviolence unter Vertrag nimmt und verlegt. Gegründet wurde es von Schlagzeuger Max Ward, der u. a. zu den Besetzungen von Spazz und What Happens Next? gehörte.

## Veröffentlichungen (Auswahl)
- Charles Bronson – Complete Discocrappy (2000)
- Hewhocorrupts – Ten Steps to Success (2003)
- The Kill – Demo Release. (7"-EP, 2003)
- Pale Existence / Exhumed – Pale Existence / Exhumed (Split-EP, 1996)
- Punch – Punch (2009)
- R.A.M.B.O. – Bring It! (2005)
- Spazz – Crush Kill Destroy (2010)